# Feilitzsch
Feilitzsch er en kommune i Landkreis Hof i den nordøstlige del af den bayerske regierungsbezirk Oberfranken i det sydlige Tyskland. Den er administrationsby for Verwaltungsgemeinschaft Feilitzsch. Kommunen ligger i Bayerske Vogtland omkring seks kilometer nord for byen Hof.

## Geografi
Kommunen ligger i hjørnet (Dreiländereck) mellem delstaterne Bayern, Sachsen og Thüringen.

### Inddeling
I kommunen ligger ud over Feilitzsch med 1.426 indbyggere, disse landsbyer og bebyggelser:
| - Forst/Ziegelbach 37 - Münchenreuth 305 - Rankshaus - Schafhübel - Schollenreuth 37 - Unterhartmannsreuth 196 - Zedtwitz 881 (indbyggertal pr. 1. februar 2005) |